# Filippo II di Savoia
Filippo II di Savoia, conte di Bagé, duca di Savoia, detto successivamente Filippo senza Terra (Ginevra, 5 febbraio 1443 – Chambéry, 7 novembre 1497), capostipite della cosiddetta Branca di Bresse o Ramo della Bressa, fu Signore del Bugey, poi Duca di Savoia, Principe di Piemonte e Conte d'Aosta, Moriana, Nizza e Bresse dal 1496 al 1497.
Fu anche Re Titolare di Cipro e Gerusalemme.
(Affermazione attribuita a Filippo II di Savoia quando, da conte che era, divenne duca di Savoia)
Il soprannome di Filippo senza Terra gli fu assegnato dallo storico Pingon circa un secolo dopo la sua morte perché non gli era stata assegnata alcuna terra in appannaggio fino a tarda età.
Brigò contro la cognata Iolanda di Valois per ottenere la reggenza del ducato sabaudo, ereditato dai nipoti minorenni, finché non si estinse la discendenza dei suoi fratelli e poté aspirare lui stesso al trono ducale.

## Biografia

### Infanzia
Fu il figlio maschio sestogenito del duca Ludovico di Savoia (1415 – 1465) e di Anna di Lusignano.

### Giovinezza e avvio alla vita politica
Filippo fu inviato diciottenne a Reims in rappresentanza del padre, duca di Savoia, quando, nell'agosto 1461, Luigi XI fu incoronato re e rimase alla corte del cognato (la moglie di Luigi XI era sua sorella Carlotta).
All'inizio del 1462 Luigi XI gli affidò il comando di cento lance, che avrebbe dovuto condurre ad Asti in preparazione alla spedizione per occupare Genova. Ad Asti alcuni baroni, tra cui l'ex cancelliere Antonio di Romagnano, cercarono di impadronirsi del ducato di Savoia con manovre che apparentemente avevano lo scopo di liberare il duca Ludovico dai cortigiani disonesti e riuscirono a far compiere l'impresa a Filippo. Questi, con il suo manipolo di armati, varcò rapidamente le Alpi e si presentò al castello di Thonon, residenza di Ludovico di Savoia, fece uccidere il maresciallo di Varax, catturò il cancelliere Giacomo Valperga, cui estorse con la tortura una confessione di aver praticato la stregoneria e che fece uccidere subito dopo. Cercò quindi di convincere il padre, inorridito da questo comportamento, che aveva agito nel suo interesse, con il consenso del re di Francia.
Il suo comportamento irritò grandemente Luigi XI, che lo convocò a corte e, fattolo catturare sulla strada di Orléans, lo fece rinchiudere nel castello di Loches (1464) ove rimase prigioniero per quasi due anni.
Nel 1467, a nome del fratello Amedeo IX, firmò la Pace di Ghemme insieme al Duca di Milano Galeazzo Maria Sforza, trattato che sancì la fine delle rispettive ostilità fra i due ducati.
Filippo, nella contesa fra Luigi XI di Francia e il duca di Borgogna Carlo il Temerario, si alleò con quest'ultimo, lottando aspramente con la cognata Iolanda di Valois, che aveva lasciato Chambéry per Montmélian prima e Grenoble poi, abbandonando così il duca Amedeo IX nelle mani di Filippo. Dopo lunghe lotte, Luigi XI, insospettito da contatti segreti di Iolanda con i borgognoni, si affrettò a far da paciere fra Filippo e Iolanda: la pace fu fatta e quest'ultima rientrò a Chambéry nell'agosto del 1471, per poi spostarsi a Vercelli. Meno di un anno dopo però, Amedeo IX morì e Iolanda divenne reggente del ducato in nome del figlio settenne, Filiberto.
Filippo per molti anni contese a sua cognata la reggenza del ducato, ereditato dai giovani nipoti Filiberto I e Carlo I, finché non riuscì a ottenerla nel 1481. Un anno dopo moriva l'erede del ducato, Filiberto.
Nel 1494 Filippo accompagnò re Carlo VIII nella spedizione contro il reame di Napoli e, dopo la ritirata alla testa dei francesi, difese Novara contro l'esercito milanese di Ludovico il Moro.

### Primo matrimonio
Nel 1472 Filippo sposò Margherita di Borbone (1438 - 1483), figlia del duca Carlo I di Borbone e Agnese di Borgogna.

### Secondo matrimonio
Nel 1485 Filippo si risposò con Claudina di Brosse (1450 - 1513), morta in odore di santità.

### Regno

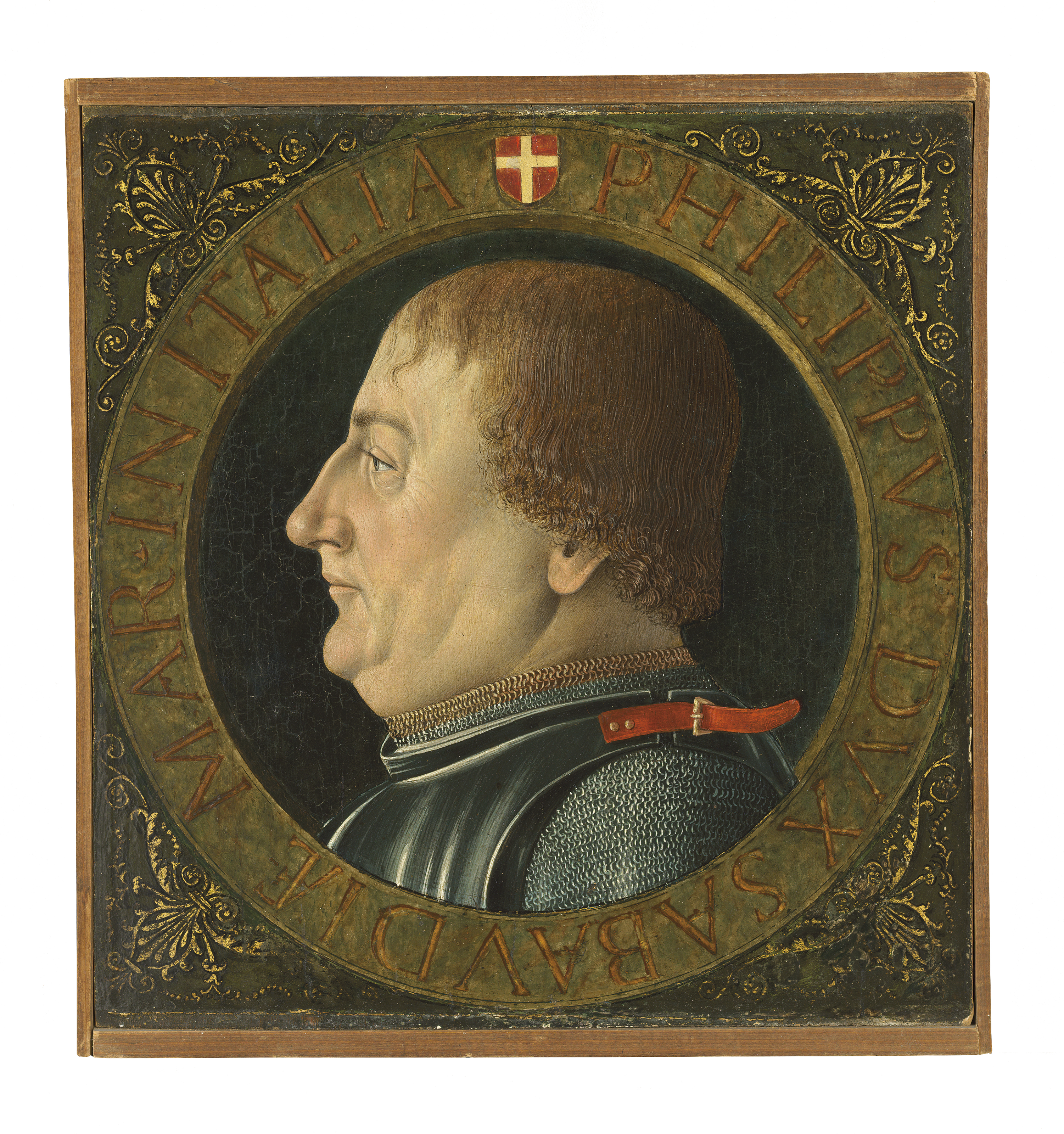
Filippo II, duca di Savoia, ritratto in armatura da Macrino d'Alba

Con la morte del piccolo nipote Carlo Giovanni (1496) si estinse la linea dinastica del duca Amedeo IX di Savoia (il cosiddetto primo Ramo ducale), perciò ereditò il trono proprio Filippo, in quanto fratello ancora in vita dello stesso Amedeo IX. Con lui ebbe quindi inizio il secondo ramo ducale dei Savoia, o Ramo della Bressa (detto anche Branca di Bresse).

### Morte
Filippo II morì a Chambéry dopo appena 18 mesi di regno e fu sepolto all'Abbazia di Altacomba. Oggi, però, vi sussistono le sole pietre tombali del conte, da quando l'abbazia fu devastata dai giacobini, che violarono la sua tomba e distrussero i suoi resti, insieme a quelli di altri Savoia.

## Discendenza
Filippo II da Margherita di Borbone, sua prima moglie, ebbe:
- Luisa (1476 - 1531), che fu sposa di Carlo di Valois-Angoulême (1459 - 1496) duca d'Angoulème e fu madre del re Francesco I di Francia
- Girolamo (1478), morto poco dopo la nascita;
- Filiberto (1480 - 1504), detto il Bello, suo successore diretto.

Il Duca e la sua seconda consorte Claudina di Brosse ebbero:
- Carlo (1486 - 1553), detto il buono, successore del fratellastro Filiberto sul trono del ducato;
- Luigi (1488 - 1502), prevosto del Gran San Bernardo
- Filippo (1490 - 1533), conte del Genevese poi duca di Nemours, sposò nel 1528 di Carlotta d'Orleans (1512 - 1549) e dal quale discese la linea dei duchi di Nemours;
- Assalone (1494), deceduto poco dopo la nascita;
- Giovanni Amedeo (1495), deceduto poco dopo la nascita.
- Filiberta (1498 - 1524) che nel 1515 sposò Giuliano de' Medici duca di Nemours, fratello di papa Leone X;

Ebbe inoltre vari figli illegittimi:
- da Libera Portoneri:
  - Renato di Savoia, conte di Villars (1468 – 1525), che sposò Anna Lascaris di Tenda (1487 – 1554) e che diede quindi inizio alla linea dinastica dei Villars-Tenda, estintasi poi nel 1751[8].
  - Antonietta († 1500), andata sposa nel 1486 a Giovanni II Grimaldi (1468 – 1505);
  - Pietro († 1458), vescovo di Ginevra.
- da Bona di Romagnano ebbe:
  - Claudina di Savoia-Bresse († 1528), andata sposa nel 1514 a Giacomo III († 1531), conte di Horn;
  - Margherita di Savoia-Bresse, andata sposa a Ferréol, conte Costa di Chieri;
  - Giovanna di Savoia-Bresse;
  - Michele, prete.

## Ascendenza
|                      |                    |                                 | Genitori                                    |  |  | Nonni |  |  | Bisnonni             |  |  | Trisnonni           |  |
|                      |                    |                                 |                                             |  |  |       |  |  | Amedeo VII di Savoia |  |  | Amedeo VI di Savoia |  |
|                      |                    |                                 |                                             |  |  |       |  |  | Amedeo VII di Savoia |  |  | Amedeo VI di Savoia |  |
|                      |                    | Bona di Borbone                 |                                             |  |  |       |  |  | Amedeo VII di Savoia |  |  |                     |  |
| Antipapa Felice V    |                    |                                 |                                             |  |  |       |  |  | Amedeo VII di Savoia |  |  |                     |  |
|                      |                    | Bona di Berry                   | Giovanni, duca di Berry                     |  |  |       |  |  |                      |  |  |                     |  |
|                      |                    | Bona di Berry                   | Giovanni, duca di Berry                     |  |  |       |  |  |                      |  |  |                     |  |
|                      |                    | Bona di Berry                   | Giovanna d'Armagnac                         |  |  |       |  |  |                      |  |  |                     |  |
| Ludovico di Savoia   |                    | Bona di Berry                   |                                             |  |  |       |  |  |                      |  |  |                     |  |
|                      |                    | Filippo II di Borgogna          | Giovanni II di Francia                      |  |  |       |  |  |                      |  |  |                     |  |
|                      |                    | Filippo II di Borgogna          | Giovanni II di Francia                      |  |  |       |  |  |                      |  |  |                     |  |
|                      |                    | Filippo II di Borgogna          | Bona di Lussemburgo                         |  |  |       |  |  |                      |  |  |                     |  |
| Maria di Borgogna    |                    | Filippo II di Borgogna          |                                             |  |  |       |  |  |                      |  |  |                     |  |
|                      |                    | Margherita III delle Fiandre    | Luigi II di Fiandra                         |  |  |       |  |  |                      |  |  |                     |  |
|                      |                    | Margherita III delle Fiandre    | Luigi II di Fiandra                         |  |  |       |  |  |                      |  |  |                     |  |
|                      |                    | Margherita III delle Fiandre    | Margherita di Brabante, contessa di Fiandra |  |  |       |  |  |                      |  |  |                     |  |
| Filippo II di Savoia |                    | Margherita III delle Fiandre    |                                             |  |  |       |  |  |                      |  |  |                     |  |
|                      | Giacomo I di Cipro | Ugo IV di Cipro                 |                                             |  |  |       |  |  |                      |  |  |                     |  |
|                      | Giacomo I di Cipro | Ugo IV di Cipro                 |                                             |  |  |       |  |  |                      |  |  |                     |  |
|                      | Giacomo I di Cipro | Alice d'Ibelin                  |                                             |  |  |       |  |  |                      |  |  |                     |  |
| Giano di Cipro       | Giacomo I di Cipro |                                 |                                             |  |  |       |  |  |                      |  |  |                     |  |
|                      |                    | Helvis di Brunswick-Grubenhagen | Filippo di Brunswick-Grubenhagen            |  |  |       |  |  |                      |  |  |                     |  |
|                      |                    | Helvis di Brunswick-Grubenhagen | Filippo di Brunswick-Grubenhagen            |  |  |       |  |  |                      |  |  |                     |  |
|                      |                    | Helvis di Brunswick-Grubenhagen | Helvis de Dampierre                         |  |  |       |  |  |                      |  |  |                     |  |
| Anna di Cipro        |                    | Helvis di Brunswick-Grubenhagen |                                             |  |  |       |  |  |                      |  |  |                     |  |
|                      |                    | Giovanni I di Borbone-La Marche | Giacomo I di Borbone-La Marche              |  |  |       |  |  |                      |  |  |                     |  |
|                      |                    | Giovanni I di Borbone-La Marche | Giacomo I di Borbone-La Marche              |  |  |       |  |  |                      |  |  |                     |  |
|                      |                    | Giovanni I di Borbone-La Marche | Giovanna di Châtillon                       |  |  |       |  |  |                      |  |  |                     |  |
| Carlotta di Borbone  |                    | Giovanni I di Borbone-La Marche |                                             |  |  |       |  |  |                      |  |  |                     |  |
|                      |                    | Caterina di Vendôme             | Giovanni VI di Vendôme                      |  |  |       |  |  |                      |  |  |                     |  |
|                      |                    | Caterina di Vendôme             | Giovanni VI di Vendôme                      |  |  |       |  |  |                      |  |  |                     |  |
|                      |                    | Caterina di Vendôme             | Giovanna d'Aumale                           |  |  |       |  |  |                      |  |  |                     |  |
|                      |                    | Caterina di Vendôme             |                                             |  |  |       |  |  |                      |  |  |                     |  |